# Titelmühle
Als Titelmühle (englisch diploma mill oder degree mill, eigentlich Titelfabrik bedeutend) wird eine Einrichtung bezeichnet, welche gegen die Zahlung von Gebühren dem Zahlenden Urkunden verleiht, die wie anerkannte akademische Grade anmuten, aber nicht mit einer wissenschaftlichen Ausbildung einhergehen. Titelmühlen sind Teil des sogenannten Titelhandels.
Titelmühlen bieten entweder Schein-Diplome unmittelbar zum Kauf an oder geben in Werbeanzeigen vor, akademische Grade für Lebenserfahrung vergeben zu können, wodurch leichtgläubige Interessenten von der angeblichen Legalität der Vergabe überzeugt werden sollen. Es gibt auch Titelmühlen, an denen Arbeiten – mit dem Vorbild von Diplomarbeiten oder Dissertationen – eingereicht werden sollen und eine tatsächliche Prüfung vorgetäuscht wird. Hierbei stehen die geforderten Leistungen in der Regel in keinem Verhältnis zu den entsprechenden Leistungsanforderungen an anerkannten Hochschulen. So werden beispielsweise (allgemein nicht anerkannte) Bachelor- oder Mastergrade nach Fernkursen von wenigen Wochen oder Monaten verliehen, und Arbeiten, die den Ansprüchen einer Dissertation genügen sollen, weisen einen Umfang von wenigen Seiten auf.
In vielen Ländern, wie beispielsweise in zahlreichen Bundesstaaten in den USA, ist das Wort ‚Universität‘ und die Bezeichnungen von akademischen Graden nicht gesetzlich geschützt. In den USA ist die Akkreditierung der jeweiligen Hochschule (z. B. Universitäten der Carnegie-Liste) ausschlaggebend, wobei viele US-amerikanische Titelmühlen gleich selbst Akkreditierungskomitees gründen, von denen sie sich akkreditieren lassen.
Die Abschlüsse von Titelmühlen sind in den meisten Staaten der Welt nicht anerkannt, je nach Gesetzeslage wird die Führung solcher Pseudotitel sogar unter Strafe gestellt. In Deutschland ist nur die Führung von im Anschluss an ein tatsächlich absolviertes Studium an einer im Herkunftsland staatlich anerkannten Hochschule verliehenen ausländischen akademischen, staatlichen oder kirchlichen Graden unter Angabe der verleihenden Bildungseinrichtung zulässig. Grade aus Staaten der Europäischen Union können ohne Herkunftszusatz geführt werden. Wer von staatlich nicht anerkannten Hochschulen verliehene oder durch Titelkauf erworbene akademische, staatliche oder kirchliche Grade in Deutschland führt, macht sich gemäß § 132a StGB strafbar (Missbrauch von Titeln, Berufsbezeichnungen und Abzeichen). Das Führen von nichtakademischen „Doktorgraden“ einiger in den USA tatsächlich als Kirche anerkannter Glaubensgemeinschaften (z. B. Doctor of Theology oder Doctor of Gospel Music) ist in Deutschland ebenfalls strafbar, wenn dieses zur Verwechslung mit akademischen Titeln führen kann (§132a StGB). Diese Titel anerkannter Glaubensgemeinschaften in den USA sind rechtlich de facto rein innerkirchlich relevante Ehrenbezeichnungen und in keiner Form akademische Grade. Dies gilt auch für reine Spaßtitel wie (z. B. Doctor of Aromatherapy, Doctor of Ufology oder Dr. h.c. of Exorcismus). Es gibt mehr als 3.000 Titelmühlen, die meisten davon in den USA. Ein US-Experte schätzt die Anzahl der jährlich weltweit vergebenen Scheinabschlüsse auf mehr als eine halbe Million.

## Akkreditierung von Titelmühlen
Die International Commission on Academic Accreditation, Inc. (ICAAI) wurde als Akkreditierungsmöglichkeit für „Titelmühlen“ in Rogers (Arkansas) gegründet, die z. B. auch die unten genannte Mave University akkreditiert hat.
Laut eigener Website hat sich die ICAAI auf Bibelschulen, Institutionen, Seminare und andere Lehranstalten spezialisiert. Die ICAAI ist jedoch nicht vom United States Department of Education anerkannt.

## Verbreitung

### Deutschland
In Deutschland sind die Bezeichnungen ‚Hochschule‘ sowie ‚Universität‘ und ‚Fachhochschule‘ gesetzlich geschützt, sodass reine Titelmühlen oder auch Bildungseinrichtungen, die ohne staatliche Anerkennung als Hochschulen auftreten, nicht rechtlich unbehelligt agieren können.
Allerdings werden in Deutschland von vielen Einrichtungen der beruflichen Weiterbildung bewusst akademisch anmutende Ausdrücke wie ‚Studium‘, ‚Diplom‘, ‚Zwischenprüfung‘, ‚Bachelor Professional‘ und ‚auf universitärem Niveau‘ verwendet. Dies ist rechtlich zulässig, solange nicht der Anschein erweckt wird, es handele sich tatsächlich um ein Hochschulstudium. Als Parodie auf dieses Verhalten wurde 1997 die „Wissenschaftsakademie Berlin“ gegründet, die bis 2007 nach Teilnahme an mehrtägigen Seminaren z. B. über den Schabrackentapir ein so genanntes Wissenschafts-Diplom verlieh.
Da es nach geltendem Recht von Seiten der Kultusministerien keine gesonderten Führungsgenehmigungen für ausländische Grade mehr und auch keine Rechtsgrundlage zu deren inhaltlicher Bewertung gibt, ist jeder, der einen ausländischen akademischen Grad führt, selbst für die Überprüfung der Rechtmäßigkeit der Führung verantwortlich und muss eventuelle zivil- und strafrechtliche Konsequenzen bei unrechtmäßiger Führung tragen.
Werbeanzeigen von sogenannten Titelmühlen erscheinen regelmäßig in deutschen Medien wie Wirtschaftswoche oder Junge Karriere und verleiten durch die Seriosität der Zeitschriften dazu, auch die beworbene Institution als seriös misszuverstehen.

### Österreich
Auch in Österreich sind die vorsätzliche Verwendung einer „dem inländischen oder ausländischen Hochschulwesen eigentümlichen Bezeichnung“ sowie die unberechtigte Verleihung, Vermittlung oder Führung inländischer oder ausländischer akademischer Grade mit einer Verwaltungsstrafe in Höhe von bis zu 15.000 Euro bedroht. Für die Verfolgung sind die Bezirksverwaltungsbehörden zuständig. Die Umsetzung erfolgt nicht sehr effektiv. Im Herbst 2005 zeigte der Österreichische Akkreditierungsrat die International University Vienna wegen der rechtswidrigen Verwendung des Wortes ‚University‘ bei der zuständigen Behörde an. Das Straferkenntnis wurde erst am 21. Oktober 2008 ausgestellt, weshalb die nachfolgende Berufung nicht rechtzeitig abgeschlossen werden konnte und wegen Verjährung (die Verjährungsfrist beträgt drei Jahre) eingestellt werden musste. Da ein Delikt, das während eines laufenden Verfahrens kontinuierlich begangen wird, als Dauerdelikt gilt, kann der Täter nun möglicherweise auch bei weiterer Tatbegehung nicht mehr belangt werden.

### Schweiz
- Die Freie Universität Teufen war eine 1985 in der Schweiz gegründete privatwirtschaftliche Einrichtung, die sich zu den Fernstudieneinrichtungen zählte. Es handelte sich hierbei um eine Titelmühle, die gemäß Schweizer Universitätsförderungsgesetz (UFG) Art. 2 und 12 keine „anerkannte Schweizer Hochschule“ war, kein Promotionsrecht besaß und keine Diplome oder Bachelor-/Master-/Doktorgrade vergeben durfte. Sie hat ihren Betrieb zum 31. Dezember 2009 eingestellt.[9] Die verliehenen Grade dürfen nach geltender deutscher Rechtsprechung in Deutschland nicht geführt werden. Die vormalige Website verweist nun auf eine European Academy („EURACA“). U.a. der ehemalige Berliner Sozialsenator Mario Czaja erwarb dort einen Abschluss, den er rechtswidrig in seinem Lebenslauf erwähnte.[10][11]

- EURACA organisierte sein Geschäft in der Weise, dass „Dissertationen“ auf der Website grin.com ins Netz gestellt wurden, die beim „Fachbereich Ökonomie Netzwerk EURACA Instituto Superior de Educación a Distancia SL Malaga/ Kharkov National University V.N. Karazin Kharkov“ vorgelegt worden sein sollen.[12] Die Arbeiten waren in Deutsch verfasst und sollten angeblich zum Erwerb des Grades Dr. rer. oec. führen. Sowohl der „kandydat nauk“ als auch der „doktor nauk“ aus der Ukraine dürfen in Deutschland jedoch nicht als Dr. oder Dr. rer. oec. geführt werden.[13] Ein solcher Grad kann – wenn er denn echt sein sollte – nur in der Form, in der er verliehen wurde, unter Angabe der verleihenden Hochschule geführt werden. Dabei kann die verliehene Form bei fremden Schriftarten in die lateinische Schrift übertragen (transliteriert) werden und die im Herkunftsland zugelassene oder allgemein übliche Abkürzung geführt und eine wörtliche Übersetzung in Klammern hinzugefügt werden.

- Die Freie Universität Zug verfügt über ein fast gleichlautendes Angebot wie die Freie Universität Teufen. Wahrscheinlich handelt es sich um einen Ableger dieser Einrichtung.

- Für über zwanzig Jahre vergab auch die Freie Universität Herisau entsprechende Grade. Sie wurde Anfang 2019 „in Folge der Änderung des Bundesgesetzes über die Förderung der Hochschulen und die Koordination im schweizerischen Hochschulbereich und der Rechtsprechungsauslegung“ geschlossen.[14]

In der Schweiz sind Titel der eidgenössischen Hochschulen (ETH Zürich, ETH Lausanne) und jene der Fachhochschulen durch Bundesrecht geschützt. Des Weiteren ist im Bundesrecht der unlautere Wettbewerb mit „unzutreffenden Titeln oder Berufsbezeichnungen“ strafbar, der bloße Besitz oder das Führen solcher Titel aber nicht. Im kantonalen Recht, je nach Schweizer Kanton
- sind jegliche Titel und Auszeichnungen geschützt
- sind akademische/universitäre Titel geschützt
- sind lediglich Titel der kantonseigenen Hochschulen geschützt (zum Beispiel Diplome der Pädagogischen Hochschule von Graubünden)
- sind keine Titel geschützt[18]

Im Jahre 2005 waren Gesetze, welche die Titel „Psychologe“, „Psychotherapeut“ und jene von Medizinalberufen schützen sollen, in Vernehmlassung.

### USA
Die USA sind der Staat mit den meisten Titelmühlen. Zum Beispiel wurde die inzwischen geschlossene kalifornische Columbia Pacific University von Seiten der kalifornischen Justiz als „diploma mill“ bezeichnet. Einen ähnlichen Ruf haben die Columbus University, Atlantic International University, American World University, Clayton University in St. Louis, Academia Scientia Church, Cosmopolitan University, Paulson University und Richond Union.
Zuweilen haben Titelmühlen einen Namen, der einer anerkannten Universität ähnelt; so ist die Clayton State University eine anerkannte öffentliche Universität, die Clayton University dagegen eine Titelmühle.

### Weitere Länder
- Die Open International University for Alternative Medicine (OIUAM) in Kuthalam bot 12 Jahre lang im Fernstudium ein Master-Diplom der Alternativmedizin [M.D. (A.M.)] für 750 US-Dollar, den Doktor der Philosophie der Alternativmedizin [Ph. D. (A.M.)] für 850 Dollar sowie den Doktor der Naturwissenschaften für Alternativmedizin [D. Sc. (A.M.)] für 900 Dollar an. Für das Master-Diplom wurden fünf Prüfungsdokumente per Post zugesandt und mussten beantwortet zurückgesandt werden. Für den Doktortitel musste eine mindestens 300 Seiten lange Schrift eingereicht werden, angeleitet von einer Person oder Institution, die zuvor von der Open International University for Alternative Medicine akkreditiert worden war. Im Januar 2019 wurde die OIUAM polizeilich als „Fake University“ geschlossen.[19]
- Auf den Britischen Jungferninseln hat sich die Mave University etabliert. Sie bietet gegen ein entsprechendes Honorar ebenfalls akademische Grade an.
- Eine Sonderstellung nimmt die Universität des Herzogtums Neu Seeland (NZL) (engl. State University Duke David of New Sealand – SuDoNS) ein, da dieses selbsternannte Herzogtum über kein eigenes Territorium verfügt, sondern auf einem Schiff residiert. Dieses sogenannte Herzogtum, eine sogenannte Mikronation, ist nicht zu verwechseln mit der Principality of Sealand.
- Aus Rumänien erlangte die von Altkadern der kommunistischen Partei gegründete Spiru-Haret-Universität wegen ihrer internationalen Aktivitäten Bekanntheit.[20][21]
- In Nigeria wird offiziell vor mehr als 55 degree mills / Titelmühlen gewarnt.[22]
- Journalisten der New York Times beschuldigen das pakistanische Unternehmen axact, hunderte Profile erfundener Bildungseinrichtungen, einschließlich Zertifizierungsstellen und entsprechender Telefondienste zum Zweck des Verkaufs falscher Titel zu betreiben.[23]
- Im Vereinigten Königreich gab die Higher Education Degree Datacheck (Hedd) Behörde zum Jahresbeginn 2017 die Schließung von 40 Internetseiten von Titelmühlen bekannt.[24]
- In Polen erregte Anfang 2024 die Causa Collegium Humanum – Warsaw Management University großes Aufsehen, nachdem polnische Behörden Ermittlungen angestellt hatten wegen des Verdachts, dass hier zahlreiche Politiker und Führungskader unlauter mit MBA-Titeln versorgt wurden.[25][26] Ebenfalls 2024 lief ein Prozess gegen die Leitung einer Handelshochschule Wyższa Szkoła Handlu i Usług (Poznań) mit selbigem Vorwurf, wenn auch geringeren Umfangs.[27]

## Belege
1. ↑  Malte Wicking: Ich verkaufe Doktortitel für 39 Euro. In: Bild-Zeitung, 19. April 2012.  Abgerufen am 16. Dezember 2015
2. ↑  Benjamin Schischka: Doktortitel h.c. für 39 Euro bei Groupon. In: PC Welt. (2. März 2012).  Abgerufen am 16. Dezember 2015
3. ↑  Rudolf Neumaier: Sind wir nicht alle ein bisschen Doktor? In: Süddeutsche Zeitung vom 27. April 2011.  Abgerufen am 16. Dezember 2015
4. 1 2  Alexandra Zykunov: Abschlüsse von Fake-Unis: Dr. Dödel. Spiegel online, 5. April 2015, abgerufen am 5. April 2015.
5. ↑  Fachschule Erzieher
6. ↑  Parodie: Ehemalige Webseite der „Wissenschaftsakademie Berlin“. Abruf am 9. Juni 2020.
7. ↑  Österreich: Universitätsgesetz 2002, § 116, S. 99
8. ↑  Die Presse: Selbst ernannte „University“: Betreiber gehen straffrei aus, vom: 27. Januar 2009
9. ↑  tagesanzeiger.ch (Memento vom 26. Februar 2010 im Internet Archive) vom 25. Februar 2010: „Tatsächlich hat das Institut seinen Betrieb offenbar schon jetzt eingestellt. Das sagt zumindest Margit Fülöp, die einzige registrierte Verwaltungsrätin der Betreibergesellschaft Cosmos AG.“
10. ↑  Diplom von Titelmühle: CDU-Abgeordneter in Bedrängnis. In: Der Spiegel. 15. Februar 2006, ISSN 2195-1349 (spiegel.de [abgerufen am 6. Mai 2024]).
11. ↑  SWP: Mario Czaja: Karriere, Frau und Beruf - Alle Infos zum Ex-CDU-Generalsekretär im Porträt. 12. Juli 2023, abgerufen am 6. Mai 2024.
12. ↑  Beispiele (Memento vom 24. September 2015 im Internet Archive)
13. ↑  HSchulG HE § 22
14. ↑  Betriebseinstellung. Archiviert vom Original (nicht mehr online verfügbar) am 29. Dezember 2018; abgerufen am 9. Oktober 2019.
Akademische Titel gegen Gebühren: Herisauer Schein-Uni muss schliessen. Auf: tagblatt.ch vom 8. Februar 2019.
15. ↑  § 38 ETH-Gesetz
16. ↑  § 22 Fachhochschulgesetz
17. ↑  § 3 und 4 UWG
18. 1 2  Eidgenössisches Departement des Innern EDI: Titelschutz (Memento vom 22. Dezember 2010 im Internet Archive).
19. ↑  Fake varsity sealed after operating for 12 years. (Memento vom 25. März 2019 im Internet Archive). Im Original publiziert auf thehindu.com vom 11. Januar 2019.
20. ↑  romaniainsider: Corruption scandal hits biggest private university in Romania, pro-rector arrested for bribery. 19. Dezember 2019, abgerufen am 25. Dezember 2024 (englisch).
21. ↑  Keno Verseck: Dubiose Privat-Uni: Ceausescus Schergen betreiben Diplom-Fabrik. In: Der Spiegel. 10. Oktober 2011, ISSN 2195-1349 (spiegel.de [abgerufen am 25. Dezember 2024]).
22. ↑  55 (+8) Titelmühlen ("diploma mills"): List of Approved Universities in Nigeria and List of Illegal Degree Awarding Institutions (Degree Mills) (Memento vom 16. Dezember 2014 im Internet Archive) Embassy of the Federal Republic of Nigeria in Berlin, 14. März 2014
23. ↑  Fake Diplomas, Real Cash: Pakistani Company Axact Reaps Millions. (Memento vom 10. Juni 2015 im Internet Archive). Im Original publiziert auf nytimes.com vom 17. Mai 2015.
24. ↑  Dozens of fake degree certificate websites shut down amid crack down on bogus awards. (Memento vom 3. Januar 2017 im Internet Archive). Im Original publiziert auf telegraph.co.uk vom 3. Januar 2017.
25. ↑  Anna Richards: Poland’s MBA scandal has exposed our credentialling culture. 9. April 2024, abgerufen am 9. September 2024 (britisches Englisch).
26. ↑  Polish universities are swept up in a fake MBA scandal. 3. April 2024 (lemonde.fr [abgerufen am 9. September 2024]).
27. ↑  Onet – Jesteś na bieżąco. Abgerufen am 26. Oktober 2024.